# Хлорид германия(II)
Хлорид германия(II) — бинарное неорганическое соединение металла германия и хлора с формулой GeCl2, белое или жёлтое твёрдое вещество.

## Получение
- Пропускание паров четырёххлористого германия над металлическим германием:

{\displaystyle {\mathsf {GeCl_{4}+Ge\ \xrightarrow {350^{o}C} \ 2GeCl_{2}}}}
- Действием концентрированной соляной кислоты на соединения двухвалентного германия:

{\displaystyle {\mathsf {GeS+2HCl\ \rightleftarrows \ GeCl_{2}+H_{2}S\uparrow }}}

## Физические свойства
Хлорид германия(II) образует бесцветные (белые) кристаллы, устойчивый на холоде или в растворах в диоксане, состоит из мономеров GeCl2. При нагревании переходит в жёлтый (оранжевый) полимер (GeCl2)n.

## Химические свойства
- При нагревании диспропорционирует:

{\displaystyle {\mathsf {GeCl_{2}\ {\xrightarrow {75-460^{o}C}}\ GeCl_{4}+Ge}}}
- Гидролизуется водой:

{\displaystyle {\mathsf {GeCl_{2}+2H_{2}O\ {\xrightarrow {}}\ Ge(OH)_{2}+2HCl}}}
- Реагирует с газообразным хлористым водородом:

{\displaystyle {\mathsf {GeCl_{2}+2HCl\ {\xrightarrow {40^{o}C}}\ H[GeCl_{3}]}}}
- Реагирует с щелочами:

{\displaystyle {\mathsf {GeCl_{2}+2NaOH\ {\xrightarrow {}}\ Ge(OH)_{2}\downarrow +2NaCl}}}
- Окисляется кислородом и концентрированной азотной кислотой:

{\displaystyle {\mathsf {2GeCl_{2}+O_{2}\ {\xrightarrow {}}\ GeO_{2}+GeCl_{4}}}}
{\displaystyle {\mathsf {GeCl_{2}+2HNO_{3}\ {\xrightarrow {}}\ GeO_{2}\downarrow +2NO_{2}\uparrow +2HCl}}}